# دوني مور
دوني مور (بالإنجليزية: Donnie Moore)‏ هو لاعب كرة قاعدة أمريكي، ولد في 13 فبراير 1954 في لوبوك في الولايات المتحدة، وتوفي في 18 يوليو 1989 في آناهايم في الولايات المتحدة.

## وصلات خارجية
- دوني مور على موقع دوري كرة القاعدة الرئيسي (الإنجليزية)
- دوني مور على موقعبيزبول رفرنس.كوم (الدوري الرئيسي) (الإنجليزية)
- دوني مور على موقعبيزبول رفرنس.كوم (الدوري الثانوي) (الإنجليزية)